# Parydra ralloi
Parydra ralloi is een vliegensoort uit de familie van de oevervliegen (Ephydridae). De wetenschappelijke naam van de soort is voor het eerst geldig gepubliceerd in 1978 door Canzoneri & Meneghini.